# Tathiana Garbin
Tathiana Garbin (Mestre, Itàlia, 30 de juny de 1977) fou una tennista professional italiana.
Garbin compta en el seu poder amb un títol individual de la WTA així com amb 11 títols en categoria de dobles. El seu millor rànquing individual fou la 22a posició l'any 2007, i la 25a el 2001.

## Palmarès: 12 (1−11)

### Individual: 5 (1−4)
| Llegenda                     |
| ---------------------------- |
| Grand Slam (0−0)             |
| WTA Tour Championships (0−0) |
| Tier I (0−0)                 |
| Tier II (0−0)                |
| Tier III (0−1)               |
| Tier IV (1−3)                |
| Tier V (0−0)                 |

| Títols per superfície |
| --------------------- |
| Dura (0−0)            |
| Gespa (0−0)           |
| Terra batuda (1−4)    |

| Resultat   | Núm. | Data                 | Torneig           | Superfície   | Oponent en la final     | Marcador               |
| ---------- | ---- | -------------------- | ----------------- | ------------ | ----------------------- | ---------------------- |
| Finalista  | 1.   | 13 de febrer de 2000 | Bogotà, Colòmbia  | Terra batuda | Patricia Wartusch       | 6−4, 1−6, 4−6          |
| Guanyadora | 1.   | 23 d'abril de 2000   | Budapest, Hongria | Terra batuda | Kristie Boogert         | 6−2, 7−6(4)            |
| Finalista  | 2.   | 17 de juliol de 2005 | Mòdena, Itàlia    | Terra batuda | Anna Smashnova          | 6−6, retirada          |
| Finalista  | 3.   | 23 de juliol de 2006 | Palerm, Itàlia    | Terra batuda | Anabel Medina Garrigues | 4−6, 4−6               |
| Finalista  | 4.   | 25 de febrer de 2007 | Bogotà (2)        | Terra batuda | Roberta Vinci           | 7−6(4), 4−6, 3−0, ret. |

### Dobles: 18 (11−7)
| Abans de 2009                | Després de 2009         |
| ---------------------------- | ----------------------- |
| Grand Slam (0−0)             |                         |
| WTA Tour Championships (0−0) |                         |
| Tier I (0−2)                 | Premier Mandatory (0−0) |
| Tier II (0−1)                | Premier 5 (0−0)         |
| Tier III (2−0)               | Premier (0−1)           |
| Tier IV i V (6−1)            | International (3−2)     |

| Títols per superfície |
| --------------------- |
| Dura (4−2)            |
| Gespa (0−0)           |
| Terra batuda (7−5)    |

| Resultat   | Núm. | Data                 | Torneig                 | Superfície   | Parella                 | Oponents en la final                       | Marcador            |
| ---------- | ---- | -------------------- | ----------------------- | ------------ | ----------------------- | ------------------------------------------ | ------------------- |
| Guanyadora | 1.   | 14 de maig de 2000   | Varsòvia, Polònia       | Terra batuda | Janette Husárová        | Iroda Tulyaganova Anna Zaporozhanova       | 6−3, 6−1            |
| Guanyadora | 2.   | 25 de febrer de 2001 | Bogotà, Colòmbia        | Terra batuda | Janette Husárová        | Laura Montalvo Paola Suárez                | 6−4, 2−6, 6−4       |
| Guanyadora | 3.   | 22 d'abril de 2001   | Budapest, Hongria       | Terra batuda | Janette Husárová        | Zsófia Gubacsi Dragana Zarić               | 6−1, 6−3            |
| Guanyadora | 4.   | 15 de juliol de 2001 | Palerm, Itàlia          | Terra batuda | Janette Husárová        | A. Medina Garrigues M.J. Martínez Sánchez  | 4−6, 6−2, 6−4       |
| Guanyadora | 5.   | 12 de gener de 2002  | Hobart, Austràlia       | Dura         | Rita Grande             | Catherine Barclay Christina Wheeler        | 6−2, 7−6(3)         |
| Guanyadora | 6.   | 5 de maig de 2002    | Bol, Croàcia            | Terra batuda | Angelique Widjaja       | Elena Bovina Henrieta Nagyová              | 7−5, 3−6, 6−4       |
| Finalista  | 1.   | 14 de juliol de 2002 | Brussel·les, Bèlgica    | Terra batuda | Arantxa Sánchez Vicario | Barbara Schwartz Jasmin Wöhr               | 2−6, 6−0, 4−6       |
| Finalista  | 2.   | 24 d'agost de 2002   | New Haven, Estats Units | Dura         | Janette Husárová        | Daniela Hantuchová Arantxa Sánchez Vicario | 3−6, 6−1, 5−7       |
| Guanyadora | 7.   | 11 de gener de 2003  | Camberra, Austràlia     | Dura         | Émilie Loit             | Dája Bedáňová Dinara Safina                | 6−3, 3−6, 6−4       |
| Guanyadora | 8.   | 16 de gener de 2005  | Camberra (2)            | Dura         | Tina Križan             | Gabriela Navrátilová Michaela Paštiková    | 7−5, 1−6, 6−4       |
| Finalista  | 3.   | 13 de maig de 2007   | Berlín, Alemanya        | Terra batuda | Roberta Vinci           | Lisa Raymond Samantha Stosur               | 3−6, 4−6            |
| Finalista  | 4.   | 20 de maig de 2007   | Roma, Itàlia            | Terra batuda | Roberta Vinci           | Nathalie Dechy Mara Santangelo             | 4−6, 1−6            |
| Finalista  | 5.   | 15 de gener de 2010  | Sydney, Austràlia       | Dura         | Nàdia Petrova           | Cara Black Liezel Huber                    | 1−6, 6−3, [3−10]    |
| Finalista  | 6.   | 17 d'abril de 2010   | Barcelona, Espanya      | Terra batuda | Timea Bacsinszky        | Sara Errani Roberta Vinci                  | 1−6, 6−3, [2−10]    |
| Guanyadora | 9.   | 11 de juliol de 2010 | Budapest (2)            | Terra batuda | Timea Bacsinszky        | Sorana Cîrstea A. Medina Garrigues         | 6−3, 6−3            |
| Guanyadora | 10.  | 17 de juliol de 2010 | Praga, República Txeca  | Terra batuda | Timea Bacsinszky        | Monica Niculescu Ágnes Szávay              | 7−5, 7−6(4)         |
| Finalista  | 7.   | 25 de juliol de 2010 | Bad Gastein, Àustria    | Terra batuda | Timea Bacsinszky        | Lucie Hradecká A. Medina Garrigues         | 7−6(2), 1−6, [5−10] |
| Guanyadora | 11.  | 24 d'octubre de 2010 | Luxemburg, Luxemburg    | Dura (i)     | Timea Bacsinszky        | Iveta Benešová B. Záhlavová-Strýcová       | 6−4, 6−4            |

## Trajectòria

### Individual
| Open d'Austràlia | Q   | 1R  | 1R | 1R | 2R | 2R | 1R | 2R | 1R | 3R | 2R | 2R | 3R | 1R | 0 / 13    | 9 – 13    |
| Roland Garros | Q   | A   | 3R | 2R | 2R | 2R | 3R | 2R | 3R | 4R | 1R | 3R | 2R | A  | 0 / 11    | 16 – 11   |
| Wimbledon | Q   | Q   | 1R | 1R | 1R | 1R | 1R | 1R | 2R | 2R | 1R | 2R | 1R | A  | 0 / 11    | 3 – 11    |
| US Open | Q   | Q   | 3R | A  | 1R | 2R | 2R | 1R | 2R | 1R | 3R | 2R | 1R | A  | 0 / 10    | 8 – 10    |
| Rànquing a final d'any | 152 | 117 | 40 | 90 | 72 | 84 | 58 | 86 | 40 | 37 | 57 | 59 | 87 | −  | 427 − 335 | 427 − 335 |
| Llegenda: G: Guanyadora; F: Finalista; SF: Semifinalista; QF: Quarts de final; Q: Qualificació; A: Absent; RR: Round Robin; |     |     |    |    |    |    |    |    |    |    |    |    |    |    |           |           |

### Dobles
| Open d'Austràlia | A   | 1R  | 3R | 2R | 2R | 2R | 1R | 2R | 2R | 2R | 2R  | 1R | 2R | 2R | 0 / 12    | 11 – 12   |
| Roland Garros | A   | A   | 1R | 1R | 3R | 3R | 2R | 2R | 1R | 1R | 1R  | 1R | 1R | A  | 0 / 11    | 5 – 11    |
| Wimbledon | 1R  | A   | 1R | 3R | 1R | 2R | 2R | 1R | 3R | 1R | 1R  | QF | 2R | A  | 0 / 12    | 10 – 12   |
| US Open | A   | A   | 3R | A  | 1R | 1R | 3R | 2R | 1R | 3R | 2R  | 1R | 3R | A  | 0 / 10    | 10 – 10   |
| Rànquing a final d'any | 139 | 175 | 52 | 44 | 42 | 51 | 81 | 42 | 63 | 33 | 128 | 63 | 31 | −  | 282 − 239 | 282 − 239 |
| Llegenda: G: Guanyadora; F: Finalista; SF: Semifinalista; QF: Quarts de final; Q: Qualificació; A: Absent; RR: Round Robin; |     |     |    |    |    |    |    |    |    |    |     |    |    |    |           |           |